# Jay Simpson
Jay-Alistaire Frederick Simpson (ur. 1 grudnia 1988 w Londynie) – angielski piłkarz, wychowanek Arsenalu, występujący na pozycji napastnika. Obecnie zawodnik tajlandzkiego Buriram United.
W 2007 roku został wypożyczony na rok do Millwall F.C., dla którego rozegrał 41 spotkań, w których strzelił 6 bramek. W pierwszej drużynie Arsenalu zadebiutował 11 listopada 2008 w meczu Carling Cup przeciwko Wigan Athletic, w którym strzelił dwie bramki. W styczniu 2009 Simpson został wypożyczony do West Bromwich Albion do końca sezonu 2008/2009. Na następny sezon został natomiast wypożyczony do Queens Park Rangers.
19 sierpnia 2010 roku podpisał kontrakt z występującym wówczas w Football League Championship Hull City.
1 października 2013 podpisał dwuletnią umowę z tajlandzkim klubem Buriram United.